# (314808) Martindutertre
(314808) Martindutertre est un astéroïde de la ceinture principale.

## Description
(314808) Martindutertre est un astéroïde de la ceinture principale. Il fut découvert le 15 octobre 2006 à San Marcello Pistoiese par Luciano Tesi et Giancarlo Fagioli. Il présente une orbite caractérisée par un demi-grand axe de 2,60 UA, une excentricité de 0,12 et une inclinaison de 14,5° par rapport à l'écliptique.
Il est nommé d'après la commune française de Saint-Martin-du-Tertre dans le Val-d'Oise, qui est jumelée avec San Marcello Pistoiese, la commune italienne où a été découvert l'astéroïde.